# Andreï Bannikov
Pour les articles homonymes, voir Bannikov.
Andreï Grigorievitch Bannikov est un environnementaliste et un zoologiste russe, né le 24 avril 1915 à Moscou et mort le 17 octobre 1985 dans cette même ville.
Il fait sa carrière à l’Institut pédagogique de Moscou qui deviendra la chaire de zoologie de l’école vétérinaire. Il étudie la faune de vertébrés de l’Union soviétique et voyage notamment en Mongolie où il participe, en 1942-1945, à l’organisation de la première université du pays. Militant actif de la protection de l’environnement, il est à l’origine de la création d’un projet de liste rouge en Union soviétique et reçoit un prix du World Wildlife Fund en 1972.
Il est l’auteur de plus de 400 titres surtout consacrés aux mammifères et aux oiseaux mais aussi aux amphibiens et aux reptiles.

## Source
- (en) Kraig Adler, Contributions to the History of Herpetology, Society for the study of amphibians and reptiles, 1989, 202 p. (ISBN 0-916984-19-2).